# Pagano della Torre (XIII secolo)
Pagano Della Torre, conte di Valsassina (... – 6 gennaio 1241), è stato un nobile italiano.

## Biografia
Pagano della Torre, guelfo e conte di Valsassina dal 1216, era figlio di Iacopo e nipote di Martino il Gigante.
Pagano inizia la sua carriera politica nel 1226 quando, durante la formazione della seconda Lega Lombarda viene nominato podestà di Brescia (1227).
Nel 1229 viene nominato podestà di Bergamo dal cardinale Goffredo di San Marco che per ristabilire l'ordine tra le famiglie nobili, tra i quali quella dei Colleoni decide la sua nomina. Le lotte però si infittiscono e i Colleoni e i Rivola alleati con i Suardi costrinsero Pagano alla fuga dalla città.
La notorietà di Pagano della Torre aumentò notevolmente tanto da portarlo a firmare, insieme a molte altre famiglie nobili milanese un patto di alleanza con il figlio dell'imperatore, Enrico VII di Hohenstaufen.
Nel 1235 era divenuto nuovamente podestà di Brescia e l'anno successivo per placare lo scontro tra Enrico e l'Imperatore, papa Gregorio IX decise di tenere a Viterbo degli ambasciatori delle città della lega e tra questi Pagano era rappresentante di Milano, ma non avendo raggiunto l'obiettivo vennero cacciati dalla curia pontificia.
In questo momento scoppiò una guerra vinta il 27 novembre 1237 dalle truppe imperiali nella battaglia di Cortenuova. Durante alcuni degli scontri Pagano accorse in aiuto dei Milanesi e a Pontida raccolse i resti dell'esercito disperso e lo fece riparare in Valsassina, dove possedeva.
In questa occasione fece curare i feriti e li fece riaccompagnare a Milano ricevendo così riconoscenza dalla città tanto che nel 1240 fu nominato anziano della Credenza di Sant'Ambrogio a Milano. In questo periodo il della Torre incrementa alla redazione del catasto nel quale si sarebbero dovuti comprendere tutti i proprietari fondiari, laici ed ecclesiastici. In questo modo riuscì ad abbassare le tasse placando le tensioni cittadine.
Fu molto abile anche in politica estera visto che riuscì a stringere alleanze con le repubbliche di Genova e Venezia. Morì il 6 gennaio 1241 e l'intera popolazione milenese accompagnò la salma al cimitero dell'abbazia di Chiaravalle, dove erano sepolti anche i genitori e dove in seguito riposarono anche altri membri della sua famiglia. La tomba era semplice e coperta da una piccola pietra. Il cimitero venne in seguito devastato e le lapidi infrante e disperse dopo la soppressione napoleonica del convento nel 1798. La lapide sepolcrale fu ricomposta sul muro dell'ex cimitero dal conte Taxis, discendente del Torriani, all'inizio del Novecento. Sulla pietra si legge il seguente epitaffio:
robur iusticie procerum iubar arca sophie

matris et ecclesie defensor maximus alme

et flos totius regionis amabilis huius

cuius in occasu pallet decor ytalus omnis

heu de la turre nostrum solamen abivit

paganus latebris et in umbram utitur istis

MCCXLI, VI. ian. obiit dictus dominus paganus de la

vindice della giustizia, splendore dei grandi, arca di sapienza

sommo difensore dell'alma madre la Chiesa

fiore amabile di tutta questa patria

nella cui morte tutto il decoro italiano viene meno

Ahi! Pagano  della Torre nostro liberatore sparì

ed in ombra si avvolge in questi antri

1241 addì 6 gennaio morì il detto Domino Pagano della

Torre capo del popolo  di  Milano»
Ebbe sei figli; Ermanno, Napoleone, Francesco, Caverna, Pagano e Raimondo.
Il suo nome è iscritto al Famedio di Milano, nel Cimitero Monumentale.